# Strimsporre
Strimsporre (Linaria repens) är en växtart i familjen grobladsväxter. Den beskrevs av Carl von Linné som Antirrhinum repens och fick sitt nuvarande namn av Philip Miller.

## Beskrivning
Strimsporren är en flerårig ört. Växten är kal och upprätt, med kransställda blad nedtill, högre upp mer strödda. Bladen är smala och blågröna. Den blommar under juli-augusti, med blommor samlade i glesa klasar i toppen av växten. Blommorna är vita med violetta strimmor, och frukten är en rund kapsel.
Strimsporre kan korsa sig med gulsporre som har gula blommor. Hybriden får blommor med varierande utseende.

## Utbredning och habitat
Strimsporren är ursprunglig i västra Europa, från nordvästra Tyskland till norra Spanien. Den har introducerats i stora delar av övriga Europa samt längs Nordamerikas ostkust. I Sverige förekommer den huvudsakligen i landets södra och mellersta delar, men den är påträffad ända upp till Norrbotten. Den är en relativt sen invandrare i landet; den första fynduppgiften är från Gävle 1843. I Södermanland påträffades den först 1871, och har sedan spritt sig längs järnvägarna.
Strimsporren förekommer framför allt på torr och sandig eller grusig kulturmark, som i vägkanter och på banvallar.

## Etymologi
Artepitetet repens betyder 'krypande' och syftar på rötternas sätt att breda ut sig. Dess svenska trivialnamn kommer av de distinkta längsgående lila strimmorna på blommans kronblad.